# اولسمور (باركشير)
اولسمور (بالإنجليزية: Owlsmoor)‏ هي قرية تقع في المملكة المتحدة في جنوب شرق إنجلترا.